# Flisö
Flisö är en by i Föglö kommun på Åland med 10 invånare (2023). Den ligger i den del av kommunen som kallas Västersocken och hörde fram till 2006 till Föglö församling, därefter till Ålands södra skärgårdsförsamling.

## Geografi
Bebyggelsen ligger på ön Flisö som genom landhöjningen har växt ihop med grannbyn Hummersö i öster. Det låglänta området mellan dem kallas Flisö sund. Byn Flisö omfattar också ett vattenområden kring ön med ett antal holmar och skär (se lista längre ner). 
Flisö gränsar i öster mot Hummersö samt har vattengräns i norr mot Järsö och Degerby, i söder mot Bråttö och i väster mot Vessingsboda i Lemlands kommun och Svinö i Lumparlands kommun. 
Flisö och övriga Västersocken har förbindelse med resten av Föglö via Gollansbron över Gollansströmmen, det sund som skiljer Västersocken från Degerö.

## Historia[4]
Liksom resten av Ålands skärgård befolkades Flisö under medeltiden. Urbyn i västra Föglö har uppenbarligen varit Björsboda. Från den har sedan byarna Kallsö och Hummersö etablerats och slutligen också de mer perifera och mindre Bråttö och Flisö.
Namnet är sammansatt av orden flisa och ö. Tydligen har det på ön funnits ställen där berget flisat sig och det har varit möjligt att hitta flata stenar, användbara exempelvis som trappflisor (trappstenar). Kanske var det de tidiga Degerbyborna som upptäckte detta och började kalla ön Flisö, ’ön där det finns flissten’.

### 1500-talet
Eftersom ön Flisö är relativt liten har bebyggelsen först i sen tid, på 1800-talet, utvecklats till en by med mer än en gård. I kameralt hänseende är byn historiskt ett enstaka hemman. 
Första gången vi möter Flisö i de historiska källorna är i 1537 års skattebok. Gårdens innehavare hette då Marit. Följande brukare var Övid Olofsson, nämnd 1539–51, vars änka kanske var den hustru Ingeborg som nämns i Flisö i slutet av 1550-talet, och möjligen gifte om sig med Björn Olofsson, nämnd 1559–69. Med tanke på det ovanliga namnet Övid torde de två följande innehavarna, Jakob Övidsson, nämnd 1569–72, och Olof Övidsson, nämnd 1581–1601, vara söner till den nämnde Övid Olofsson.

### 1600-talet
I början av 1600-talet blev gården i Flisö ”platt öde” eller ”öde med allo”, som det sägs i 1606 och 1609 års ödelängder, det vill säga den blev helt öde, varken bebodd eller brukad. Anledningen var helt säkert det pågående kriget i kombination med Flisös utsatta läge invid stora farleden mellan Sverige och Finland. Mycket krigsfolk rörde sig mellan riksdelarna. Ofta tog de vad de behövde utan hänsyn till lokalbefolkningen. Vid samma tid blev också den betydligt större grannbyn Degerby öde liksom åtskilliga andra gårdar i närheten av farleden. 
Det dröjde till slutet av 1620-talet innan Flisö återigen blev bebott. Den nya bonden, Erik Skarp, förefaller ha varit en driftig karl som energiskt byggde upp gården. Men i ödelängden 1633 finns den sorgliga noteringen: ”När han det mestadels uppbyggt hade, kom vådelden och det allt uppbrände igen, så att han det övergivet haver.” Erik Skarp lämnade spillrorna av sina mödor, begav sig till Sverige och bodde 1640 i närheten av Stockholm. 
Ny bonde blev Isak Jonsson från Sottunga, som innehade Flisö till början av 1650-talet. Efter honom övertogs den av sonen Olof Isaksson, nämnd 1652–87, som också var kronolots, och efter honom av sonsonen Anders Olofsson, även han kronolots.

### 1700-talet
Början av 1700-talet blev en förändringens tid i Flisö. Sedan åren som ödehemman i början av 1600-talet hade gården varit ett kronohemman (ägt av staten). Vid tinget den 21 augusti 1701 meddelade kronolänsman Anders Ekeroth att han var villig att betala 1000 daler kopparmynt eller mer om gården värderades högre för att få köpa Flisö till skatte. Anders Olofsson invände att han hade större rätt att lösa in gården eftersom hans far länge hade brukat den och betalat skatt för den. Däremot var han inte villig att betala mer än vad som var brukligt. Landshövdingen fick avgöra vem som skulle få skattköpa Flisö. 
Det blev Anders Ekeroth som 1704 köpte gården. Därmed inleddes en drygt hundraårig epok under vilken gården ägdes av familjen Ekeroth och deras efterkommande.  I början brukades den av landbönder, men senare förefaller Ekerotharna själva ha skött hemmansbruket, tidvis med hjälp av torpare. Anders Olofsson bodde kvar till omkring 1710, förmodligen som landbonde, men försvinner sedan med familjen i ovissa öden. 
I början av 1720-talet bosatte sig länsman Ekeroth själv på gården i Flisö. På 1720- och 30-talen fungerade Flisö också som tingsplats. Länsmannens änka bodde kvar i Flisö och drev en sjökrog som senare övertogs av svärdottern Anna Lisa Grunnera, änka efter kaplanen Carl Ekroth. Gården övertogs sedermera av deras dotter Ulrika Ekroth (1757–1798) och hennes man, hovmästaren Karl Gustav Ehrenlund (1753–1815), vilka fortsatte krogrörelsen. Deras barn i sin tur, Karl Magnus Ehrenlund och Anna Sofia Ehrenlund, gift Sjöblom, sålde 1826 gården i Flisö till Markus Markusson (1785–1859) från Bänö, varefter gården åter blev en vanlig bondgård.
Den första kartan över Flisö upprättades 1768 av lantmätaren Christian Braxer i samband med att han skattlade byn. Efter att ha redogjort för byns åkrar och ängar och holmar avslutade lantmätaren med att notera att mulbete (kreaturens bete på utmarken) fanns ”ganska gott”. Skogen bestod av björk och al samt tall och gran men räckte bara till brännved. Timmer, gärdsle och stör samt annat virke som behövdes på ett skärgårdshemman måste skaffas från annat håll. Fjällfiske fanns endast till husbehov, däremot fanns tre strömmingsnotvarp som årligen gav 5 à 6 tunnor till avsalu. Någon humlegård fanns inte till gården, men däremot lämplig plats att anlägga en sådan, konstaterade lantmätaren.

### 1800-talet
Efter att Åland 1809 blivit en del av Ryssland inrättades en tullkammare i Föglö. Den var först förlagd till på ett berg i Flisö och kallades Flisöberg, men flyttades 1819 till grannbyn Degerby. Bägge platserna var belägna invid stora farleden mellan Sverige och Finland.
Författaren Carl Jonas Love Almqvist passerade Flisöberg 1814 på en resa från Stockholm till Finland:
| ”                                                        | Pingstdagen den 29 kommo vi om morgonen in uti Åländska skären och till ett ställe vid namn Flisöberg. Detta ställe är i flere afseenden obehagligt. Belägenheten är på en brant, kal klippa, der man ej utan svårighet kan gå: här skall man upvisa pass och visiteras, samt slutligen, om man har den bästa vind i verlden, likväl uppehållas flera timmar. | „ |
| – Antekningar Öfver en Resa ifrån Stockholm till Finland | |   |

En lotsplats hade sedan 1700-talet också funnits på berget Flisöberg. Den fick vara kvar längre och flyttades först 1850 till Degerby, som alltmer hade utvecklats till centralort för den åländska skärgården.

## Flisöslaget
På byns vatten utkämpades den 27 juli 1720 ett sjöslag som i den åländska historien brukar kallas Flisöslaget. I svensk historia benämns det vanligtvis Slaget vid Ledsund, medan ryska historieskrivare kallar det Slaget vid Grenhamn efter naturhamnen Granhamn strax söder om Flisö. Svenska örlogsfartyg anföll en rysk galärflotta. Resultatet blev svåra förluster på bägge sidor. Någon entydig segare fanns inte, inte heller påverkade anfallet krigets utgång.

## Fiskodlingar
En viktig näring i Föglö är fiskodling. I Flisö finns sedan 1984 odlingar i byns vattnen invid farleden.

## Befolkningsutveckling
| Befolkningsutvecklingen i Flisö 1970–2020 | Befolkningsutvecklingen i Flisö 1970–2020 | Befolkningsutvecklingen i Flisö 1970–2020 | Befolkningsutvecklingen i Flisö 1970–2020 | Befolkningsutvecklingen i Flisö 1970–2020 |
| ----------------------------------------- | ----------------------------------------- | ----------------------------------------- | ----------------------------------------- | ----------------------------------------- |
|                                           |                                           |                                           |                                           |                                           |
| År                                        |                                           |                                           | Folkmängd                                 |                                           |
| 1970                                      | 1970                                      |                                           | 13                                        |                                           |
| 1980                                      | 1980                                      |                                           | 12                                        |                                           |
| 1990                                      | 1990                                      |                                           | 11                                        |                                           |
| 2000                                      | 2000                                      |                                           | 9                                         |                                           |
| 2010                                      | 2010                                      |                                           | 14                                        |                                           |
| 2020                                      | 2020                                      |                                           | 15                                        |                                           |
|                                           |                                           |                                           |                                           |                                           |

## Holmar och skär
Bland större holmar och skär som hör till byn Flisö märks:
- Aspholm visa på karta, 5,3 hektar, största längd  480 meter.
- Brändön visa på karta, 82,4 hektar, största längd 1,39 kilometer, höjd omkring 20 meter över havet. På holmen finns en jungfrudans.
- Fjärdgrunden visa på karta, flera mindre skär i Föglöfjärden.
- Kuggholm visa på karta, 6,1 hektar, största längd 340 meter. – Förleden är ordet kogg. Liknande namn förekommer ofta i skärgården, särskilt invid farleder. Koggen var ett lastdrygt handelsfartyg, som först togs i bruk av hanseaterna. Den medförde på sin tid en betydande modernisering av sjöfarten.[14] Namnet Kuggholm vittnar om att koggar rörde sig i vattnen kring Flisö på medeltiden.
- Västra Fjärdgrundet visa på karta, ett skär ute i Föglöfjärden, 2,5 hektar, största längd 250 meter.
- Ådskär visa på karta, 7,3 hektar, största längd 430 meter.
- Ådskärs grundet visa på karta, några obetydliga skär i Föglöfjärden, det största 0,4 hektar och som längst 90 meter.